# Matthew Brittain
Matthew Brittain (født 5. maj 1987 i Johannesburg, Sydafrika) er en sydafrikansk tidligere roer og olympisk guldvinder, bror til Lawrence Brittain.
Brittain vandt (sammen med James Thompson, John Smith og Sizwe Ndlovu) guld i letvægtsfirer ved OL 2012 i London. Medaljen var historisk, idet det var den første OL-guldmedalje i roning nogensinde vundet af en afrikansk nation. Sydafrikanerne vandt finalen foran Storbritannien, der fik sølv, mens Danmark tog bronzemedaljerne.

## OL-medaljer
- 2012:  Guld i letvægtsfirer